# Artsyom Skitaw
Artsyom Skitaw (tiếng Belarus: Арцём Скітаў; tiếng Nga: Артём Скитов; sinh 21 tháng 1 năm 1991) là một cầu thủ bóng đá Belarus hiện tại thi đấu cho Vitebsk.